# 市道101号 (台湾)
市道101号（しどう101ごう）は、新北市三芝区から同市淡水区までを結ぶ、全長約17kmの台湾の市道である。

## 概要
- 起点：新北市三芝区三芝国中付近
- 終点：新北市淡水区淡水国小付近

## 通過する自治体
- 新北市
  - 三芝区 - 淡水区

## 接続する道路
- 市道101甲線
- 台2線
- 台2乙線

## 施設
- 三芝区衛生所
- 三芝区役所
- 興華国小
- 水源国小
- 正徳国中
- 淡水国小

## 支線
市道101甲線（しどう101こうせん）は、新北市三芝区興華国小付近の交差点から淡水鎮を経て台北市北投区台2線甲との交差点までを結ぶ、全長11kmの台湾の県道で101号線の支線でもある。

## 歴史
- 1966年-陽明山と金山を結ぶ路線、全長23KMの道路（陽金公路）を県道101号と命名する。後にこの道路は台2線甲線に改編された。
- 1976年-県道102甲線が県道101号線に改名された。
- 2001年-支線である県道101甲線が設定された。